# Hans Petter Ødegård
Hans Petter Ødegård (16 czerwca 1959 w Oslo) – norweski kolarz szosowy, dwukrotny medalista mistrzostw świata.

## Kariera
Pierwszy sukces w karierze Hans Petter Ødegård osiągnął w 1979 roku, kiedy wspólnie z Geirem Digerudem, Josteinem Wilmannem i Mortenem Sætherem zdobył brązowy medal w drużynowej jeździe na czas na mistrzostwach świata w Valkenburgu. Wynik ten Norwegowie w składzie: Dag Hopen, Hans Petter Ødegård, Terje Gjengaar i Tom Pedersen powtórzyli na rozgrywanych cztery lata później mistrzostwach świata w Altenrhein. Zajął też siódme miejsce w drużynowej jeździe na czas na mistrzostwach świata w Pradze w 1981 roku, a rok później był jedenasty ze startu wspólnego amatorów. Czterokrotnie zdobywał medale na mistrzostwach krajów nordyckich, w tym trzy złote. W 1984 roku wystartował na igrzyskach olimpijskich w Los Angeles, gdzie w drużynie był dziesiąty, a wyścigu ze startu wspólnego nie ukończył.